# Pablo Jarillo-Herrero
Pablo Jarillo-Herrero   (València, 11 de juny de 1976) és un físic reconegut per les seves investigacions en grafè.
Es va graduar en física a la Universitat de València el 1999 i es va traslladar a la Universitat de Califòrnia a Sant Diego per estudiar un màster. Tot seguit va anar a la Universitat tècnica de Delft per acabar el seu doctorat el 2005. Va treballar com investigador post-doctoral a la Universitat de Colúmbia i poc després es va incorporar al MIT com a professor ajudant el 2008.
La seva investigació se centra en l'estudi de les propietats electròniques i òptiques de materials bidimensionals com el grafè, on ha fet aportacions força importants sobre transistors quàntics en nanotubs de carboni i la superconductivitat del grafè amb angle màgic.

## Premis
- 2013, ONR Young Investigator Award atorgat per la Universita de Hardvard[4][2]
- 2012, Presidential Early Career Award for Scientists and Engineers atorgat pel president dels Estats Units d'Amèrica
- 2006, Premio a Investigadores Noveles de la Real Sociedad Española de Física